# Station Harrogate
Harrogate is een spoorwegstation van National Rail in Harrogate, Harrogate in Engeland. Het station is eigendom van Network Rail en wordt beheerd door Northern Rail. 